# انحراف الأهداب
انحراف الأهداب أو شَعْرَة مصطلح طبي يطلق عندما يكون الرمش ينمو للخلف ويلامس قرنية العين أو ملتحمة العين. هذه الحالة يسببها إما عدوى أو التهاب أو مرض المناعة ضد الذات أو أمراض خلقية مثل عدم تخلق الجفن أو إصابة في العين كالحرق مثلاً.
العلاج يشمل إزالة الرموش المتأثرة باستخدام الليزر أو الجراحة. في حالات عديدة، إزالة الرموش تكون حلاً ولكن بعد أسابيع قليلة تنمو هذه الرموش وترجع الأعراض. في الحالات الشديدة، قد تسبب بإصابة القرنية والتي تؤدي إلى فقدان البصر. الحالات لا تحتاج إلى علاج.
الشعرة في الكلاب تكون من نمو الرمش بالاتجاه الخاطئ والذي يتسبب في حدوث عدم الارتياح وتحدث عادةً في الرمش الأعلى الجانبي. وخصوصاً English Cocker Spaniel. الشعرة أيضاً تشير إلى الشعر من الطَّيَّةُ الأَنْفِيَّة التي تحتك بالعين. يمكن استخدام الفازلين ولكن الحل الجراحي قد يكون ضرورياً.